# Digitaria mollicoma
Digitaria mollicoma là một loài thực vật có hoa trong họ Hòa thảo. Loài này được (Kunth) Henrard mô tả khoa học đầu tiên năm 1934.